# Смаилов, Мукан
Мукан Смаилов (каз. Мұқан Смайылов; 1907 год — 1964 год) — старший чабан колхоза имени Сталина Джезказганского района Карагандинской области, Казахская ССР. Герой Социалистического Труда (1949).

## Биография
Трудился чабаном, старшим чабаном в колхозе имени Сталина (позднее — имени Сатпаева) Джезказганского района.
В 1948 году бригада Мукана Смаилова, обслуживая отару с 405 овцематками, вырастила в среднем 121 ягнят от каждой сотни овцематок. Средний вес каждого ягнёнка составил в среднем 41 килограмм. Указом Президиума Верховного Совета СССР от 12 июля 1949 года «за получение высокой продуктивности животноводства в 1948 году» удостоен звания Героя Социалистического Труда с вручением ордена Ленина и золотой медали «Серп и Молот».
Скончался в 1964 году.